# Electrophaes ruptata
Electrophaes ruptata är en fjärilsart som beskrevs av Jacob Hübner 1796-1799. Electrophaes ruptata ingår i släktet Electrophaes och familjen mätare. Inga underarter finns listade i Catalogue of Life.